# Nachtzwaluwen
Nachtzwaluwen (Caprimulgidae) zijn een familie van vogels uit de orde nachtzwaluwachtigen (Caprimulgiformes). Het zijn nachtdieren. Anders dan hun naam doet vermoeden zijn ze niet verwant aan de zwaluw of de gierzwaluw.
De in West-Europa voorkomende nachtzwaluw (Caprimulgus europaeus) en de andere soorten uit dit geslacht staan onder diverse volksnamen bekend. Een veel gebruikte naam, die ook in andere talen en de wetenschappelijke naam voorkomt, is "geitenmelker". Deze naam is afgeleid van het Latijnse capra (geit) en mulgere (melken). Vroeger dacht men (onterecht) dat deze vogels 's nachts door de stal vlogen om geiten te melken.
De familie is zeer soortenrijk: er zijn meer dan 90 soorten. Deze soorten komen verspreid over alle continenten (behalve Antarctica) voor. 

## Uiterlijk
De verschillende soorten nachtzwaluwen lijken wat uiterlijk betreft sterk op elkaar. De meeste zijn ongeveer 25 cm lang, en hebben een grijze kleur met bruine en zwarte vlekken. Hun snavel is klein, maar ze kunnen hem zeer wijd openen. Wijd genoeg om als het moet een ei of een vogeltje in te dragen. Rondom de snavel heeft de nachtzwaluw stevige borstels. Het volwassen mannetje heeft witte vlekken op de vleugels en de staart, die een rol spelen bij de hofmakerij. De vleugels zijn bij de meeste nachtzwaluwen tamelijk groot.

## Activiteiten
De meeste nachtzwaluwen worden actief als de schemering invalt. Ze voeden zich dan met kevers, langpootmuggen, nachtvlinders en andere nachtinsecten, die worden bewaard in een keelzak. Lange tijd werd gedacht dat de nachtzwaluw met open snavel vliegt en wacht totdat de insecten vanzelf naar binnen vliegen. Maar tegenwoordig weet men dat de vogel vliegt met gesloten snavel, die pas op het laatste moment wordt geopend om de insecten te verschalken. Veel soorten hebben borstels rond hun snavel die dienen als voelsprieten en als net om de insecten die ze anders zouden missen alsnog pakken te krijgen.
Tijdens de broedperiode na zonsondergang laat het mannetje nachtzwaluw een snorrende zang horen, hij zit dan meestal op een uiteinde van een tak. Het hoogtepunt van de zangactiviteit ligt (bij C. europaeus) tot twee uur na zonsondergang. Rond twee uur voor zonsopgang vindt er een opleving van de zangactiviteit plaats die eindigt een uur voor zonsopkomst.     
Nachtzwaluwen hebben lange vleugels en als ze actief zijn, vliegen ze vrijwel altijd. Lopen kunnen de meeste nauwelijks. Overdag rusten ze op de grond of in een boom en vertrouwen ze op hun vaak perfecte schutkleur. Die kleur komt niet altijd overeen met die van zijn omgeving, maar zijn kleurpatroon is dermate vlekkerig dat hij aan het oog ontsnapt. Alleen zijn ogen voldoen niet aan deze ideale schutkleur, en het is daarom dat hij zijn ogen meestal sluit als er overdag een vijand nadert.
Overigens zijn niet alle nachtzwaluwen uitsluitend in de nacht actief. De Amerikaanse nachtzwaluw is ook actief bij daglicht, soms zelfs in de middaguren. De kenmerkende snorrende zang van de Europese nachtzwaluw is vergelijkbaar met een aantal andere nachtzwaluwsoorten. Toch is de zang van veel soorten elders in de wereld heel anders.

## Voortplanting
De witte vlekken op de staart en de vleugels van het mannetje helpen hem bij het herkennen door de vrouwtjes (die dat niet hebben) en spelen een rol bij de hofmakerij. Het mannetje vliegt in grote kringen om het vrouwtje heen, waarbij hij nu en dan zijn vleugels onbeweeglijk boven zijn kop houdt en zijn staartveren laag uitspreidt. De witte vlekken zijn dan duidelijk te zien.
De nachtzwaluw maakt geen nest, hoogstens verwijdert de vogel wat gras dat hinderlijk in de weg ligt. Het vrouwtje legt eind mei twee ellipsvormige eieren en neemt vervolgens het grootste deel van het broeden voor haar rekening. Soms neemt het mannetje die taak even over, kort na het invallen van de schemering.
De broedtijd duurt ongeveer 18 dagen, en na het uitkomen van de eieren worden de jongen gedurende eenzelfde periode door de ouders gevoerd. Wordt het nest in die periode door een vijand belaagd, dan houden de jongen zich doodstil. De vader of moeder doet of hij vleugellam is, om de aandacht van de vijand af te leiden. Nadert de vijand te zeer, dan doet de ouder een uitval met wijdopen snavel. De vijand wordt daardoor meestal afgeschrikt.
Wanneer het nest met eieren te vaak wordt verstoord, dan besluiten de ouders tot een verhuizing. Ze rollen de eieren achteruitlopend over de grond naar een plek die ze beter bevalt, of ze dragen de eieren in hun snavel. Een enkele keer verhuist de nachtzwaluw als de eieren al zijn uitgekomen, en dan draagt hij de kuikens aan de poten naar de nieuwe behuizing. De Europese nachtzwaluw heeft vaak een tweede legsel, behalve tijdens natte koude zomers. Met een tweede legsel wordt begonnen voordat de jongen van het eerste legsel zijn uitgevlogen (ineengeschoven legsel). Het mannetje draagt dan zorg voor de al grote jongen van het eerste legsel, terwijl het vrouwtje op de eieren van het tweede zit.

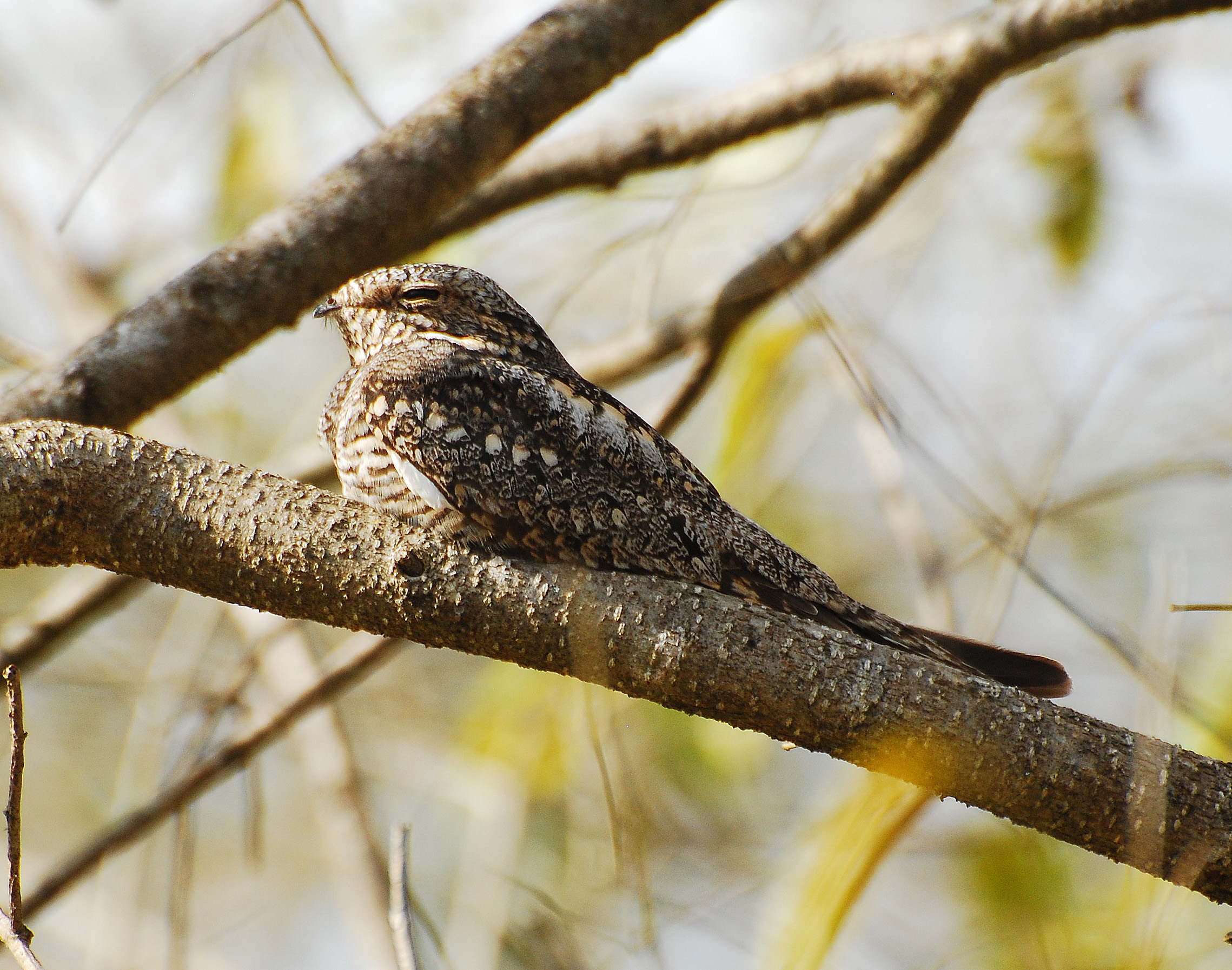
Texasnachtzwaluw  (Chordeiles acutipennis)
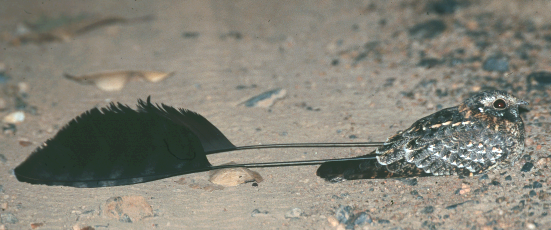
Viervleugelnachtzwaluw (Caprimulgus longipennis)
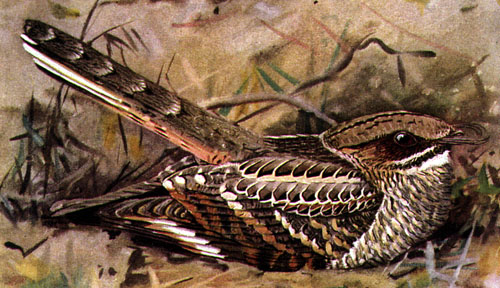
Pauraque (Nyctidromus albicollis)

## Taxonomie
De volgende geslachten zijn bij de familie ingedeeld:
- Eurostopodus Gould, 1838 (7 soorten)
- Lyncornis Gould, 1838 (2 soorten)
- Gactornis Han, Robbins & Braun, 2010 (1 soort: gekraagde nachtzwaluw)
- Chordeiles Swainson, 1832 (6 soorten)
- Lurocalis Cassin, 1851 (2 soorten)
- Nyctiprogne Bonaparte, 1857 (2 soorten)
- Nyctipolus Ridgway, 1912 (2 soorten roetnachtzwaluw en Spix' nachtzwaluw)
- Nyctidromus Gould, 1838 (2 soorten: pauraque en ecuadornachtzwaluw)
- Setopagis Ridgway, 1912 (4 soorten uit de Nieuwe Wereld, waaronder  de kleine nachtzwaluw)
- Eleothreptus Gray, GR, 1840 (2 soorten, sikkelvleugelnachtzwaluw en witvleugelnachtzwaluw)
- Systellura Ridgway, 1912 (2 soorten: vleugelbandnachtzwaluw en Tschudi's nachtzwaluw)
- Uropsalis Miller, W, 1915 (2 soorten)
- Hydropsalis Wagler, 1832 (4 soorten)
- Macropsalis Sclater, PL, 1866 (1 soort: de Braziliaanse nachtzwaluw)
- Siphonorhis Sclater, PL, 1861 (2 soorten)
- Nyctiphrynus Bonaparte, 1857 (4 soorten)
- Phalaenoptilus Ridgway, 1880 (1 soort: de poorwill)
- Antrostomus Bonaparte, 1838 (12 soorten)
- Veles Bangs, 1918 (1 soort: de bootstaartnachtzwaluw)
- Caprimulgus Linnaeus, 1758 (38 soorten, waaronder de Europese nachtzwaluw)